# Old Hutton and Holmescales
Old Hutton and Holmescales is een civil parish in het bestuurlijke gebied South Lakeland, in het Engelse graafschap Cumbria. In 2001 telde het dorp 357 inwoners.